# Heinzelmännchen
Die Heinzelmännchen waren der Sage nach Kölner Hausgeister. Sie verrichteten nachts, wenn die Bürger schliefen, deren Arbeit. Nachdem sie dabei jedoch einmal beobachtet wurden, verschwanden sie für immer. Neben ihrer geringen Größe zeigen auch typische Attribute, wie die Zipfelmütze und ihr Fleiß, dass die Heinzelmännchen zur Gruppe der Kobolde, Wichtel und Zwerge gehören.
Die Volkskundlerin Marianne Rumpf (1921–1998) führt in einem Beitrag in der Fachzeitschrift für Erzählforschung Fabula von 1976 zwei Erklärungen zur Herkunft des Namens in der Volkssage an: Zum einen war Heinzelmännlein eine Bezeichnung für die Alraune, die als Hausgeist verwendet wurde. Zum anderen waren Heinz oder Heinzenkunst Namen von Vorrichtungen im Bergbau zur Wasserabführung. Daher könnten nach Rumpf die Bediener solch hilfreicher Vorrichtungen Heinzelmänner genannt worden sein.

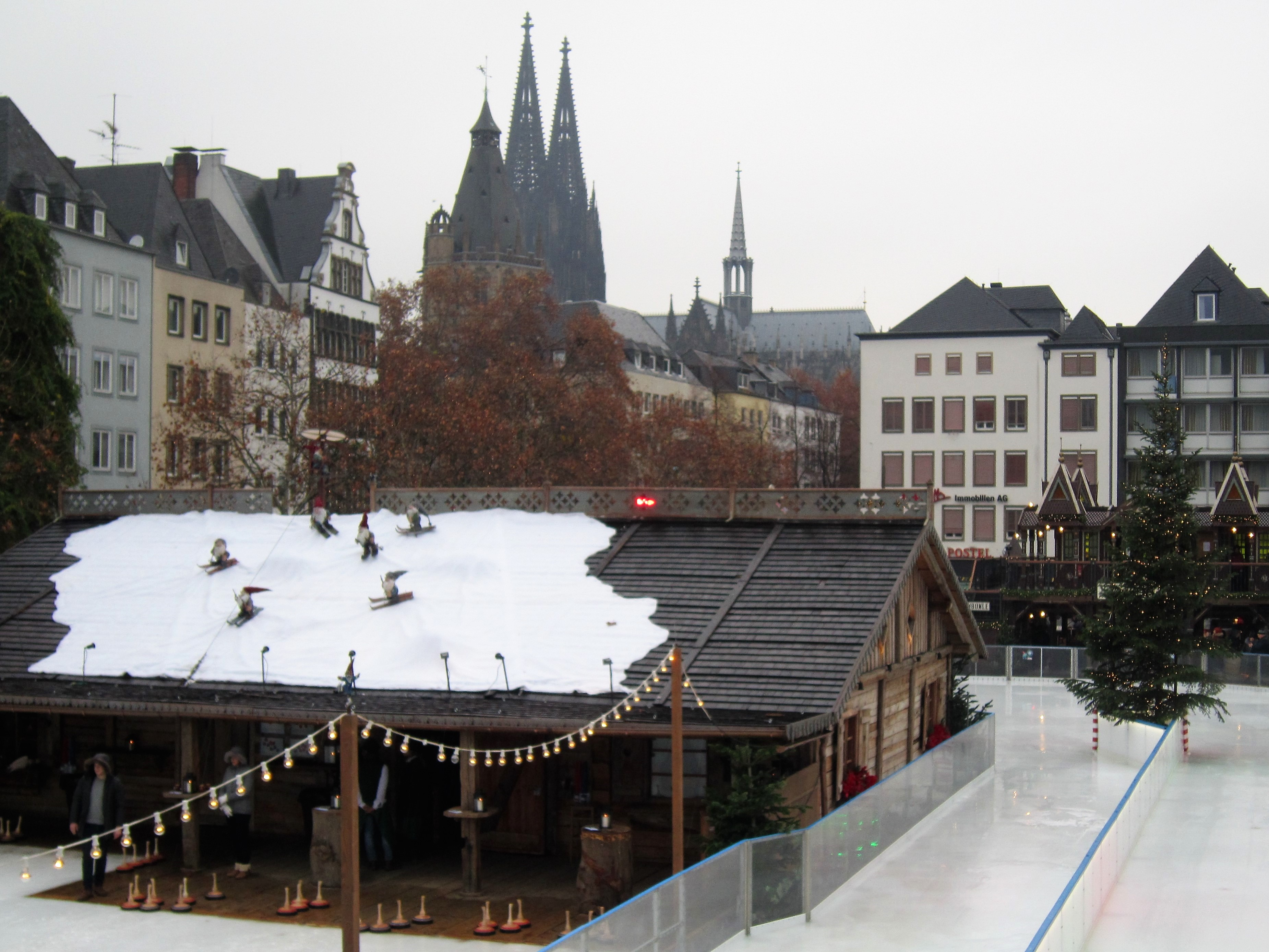
Ski-laufende Heinzelmännchen auf dem Kölner Weihnachtsmarkt „Heinzels Wintermärchen“ 2018 (auf der Dachfläche)

Der Weihnachtsmarkt auf dem Heumarkt und dem Platz Alter Markt  in Köln nennt sich „Heinzels Wintermärchen“. Auf ihm werden Heinzelmännchenfiguren in verschiedenen Situationen dargestellt.

## Kölner Sage
Als Vorlage der Kölner Sage diente möglicherweise die 1816 erstmals mündlich überlieferte Sage Des kleinen Volkes Hochzeitsfest auf der Eilenburg aus der Sagensammlung der Brüder Grimm, welche sich auf der mittelalterlichen Burg Eilenburg im sächsischen Eilenburg zugetragen haben soll. Die Sage erscheint 1826 erstmals schriftlich in einem Werk des Kölner Schriftstellers Ernst Weyden (1805–1869) als kurze Prosaerzählung mit dem Herkunftsvermerk „Mündlich“ und der Einleitung:

„Es mag noch nicht über fünfzig Jahre seyn, daß in Cöln die sogenannten Heinzelmännchen ihr abentheuerliches Wesen trieben. Kleine nackende Männchen waren es, die allerhand thaten, Brodbacken, waschen und dergleichen Hausarbeiten mehrere; so wurde erzählt; doch hatte sie Niemand gesehen.“

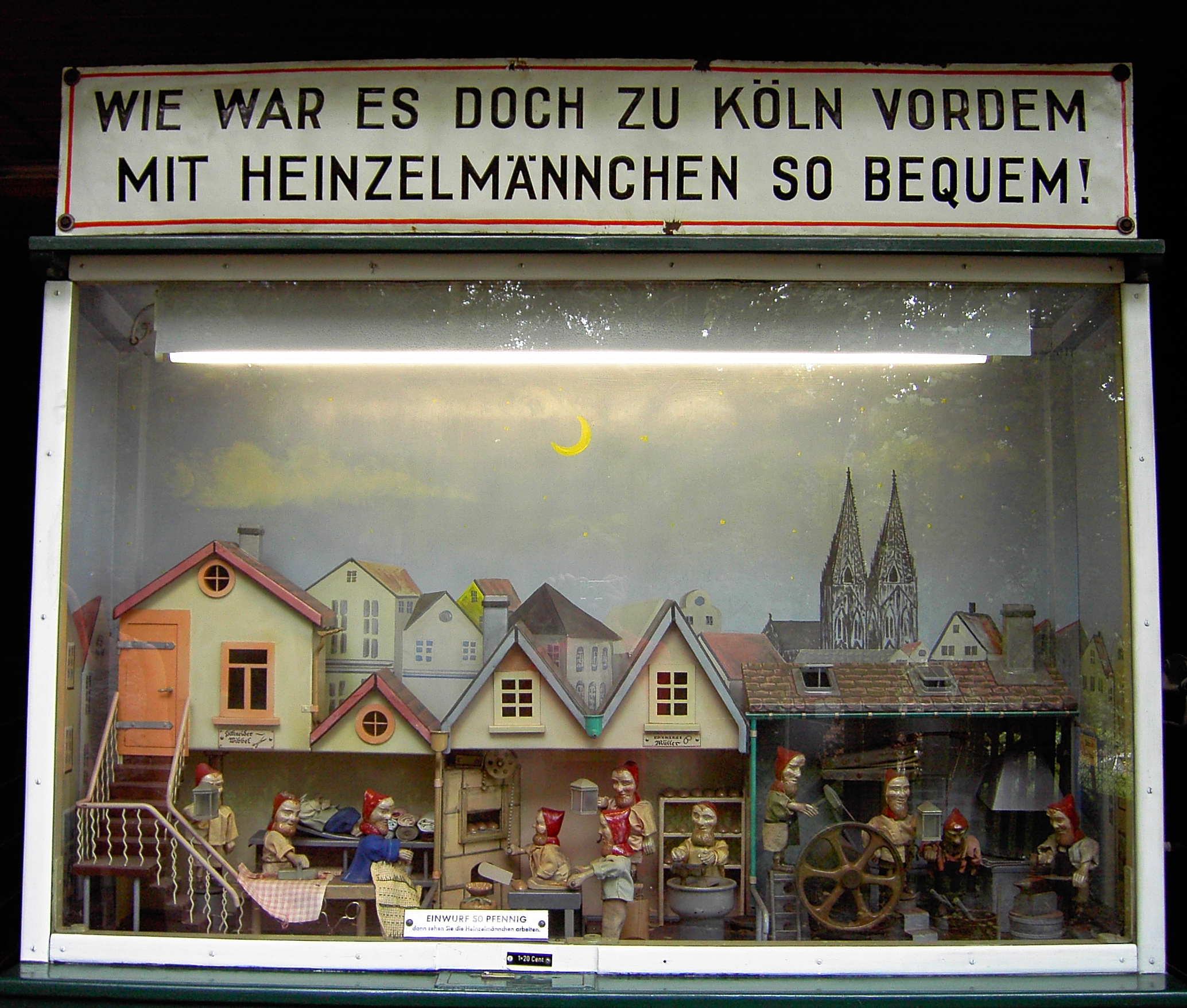
Heinzelmännchen-Diorama mit bei Münzeinwurf beweglichen Figuren (am Aufstieg zum Drachenfels (Siebengebirge))

Populär geworden ist sie in der Gedichtfassung (Ballade) von 1836 des Malers und Dichters August Kopisch (1799–1853), mit der er die ursprünglich rheinländische Sage aus dem Siebengebirge nach Köln transportierte:

„Wie war zu Cölln es doch vordem,

Mit Heinzelmännchen so bequem!

Denn, war man faul: … man legte sich

Hin auf die Bank und pflegte sich:

Da kamen bei Nacht,

Ehe man’s gedacht,

Die Männlein und schwärmten

Und klappten und lärmten

Und rupften und zupften

Und hüpften und trabten

Und putzten und schabten …

Und eh ein Faulpelz noch erwacht, …

War all sein Tagewerk … bereits gemacht!“

## Verwandte
Ähnliche Figuren  die Wolterkens in Schleswig-Holstein und die Brownies aus dem englischen Sprachraum, Nisse in Norwegen und Dänemark sowie die Tomte in Schweden, die dort als Julenisse oder Jultomte die Weihnachtsgeschenke bringen. Die Heinzelmännchen zählen zu den Vorbildern der Ende des 19. Jahrhunderts erfundenen Gartenzwerge. Kommerzielle Varianten neuerer Zeit sind die Mainzelmännchen als die Maskottchen des ZDF.
In den Niederlanden nennt man sie Kabouters. In den 1960er- und 1970er-Jahren entstand dort ein regelrechter Kult um diese fiktiven Geschöpfe. Dazu trug auch ein von Wil Huygen und Rien Poortvliet herausgebrachtes, liebevoll illustriertes Werk Das große Buch der Heinzelmännchen. Die ganze Wahrheit über Herkunft, Leben und Wirken des Zwergenvolkes bei.
Auch zu den Menehune von Hawaii besteht eine gewisse Ähnlichkeit.

## Rezeption
In dem 2021 erschienenen Buch Die Heinzelmännkes. Auf Abenteuer im Ruhrgebiet verlassen diese Köln und landen an Ruhr und Emscher. Obwohl sie dort einiges zum Guten wenden, werden sie schließlich aufgrund ihres aufmüpfigen Verhaltens von der Obrigkeit aus der Region verwiesen. Der Kölner Stadt-Anzeiger brachte zu dem Thema ein Gesellschaftsspiel (Brettspiel) heraus.

### Heinzelmännchenbrunnen

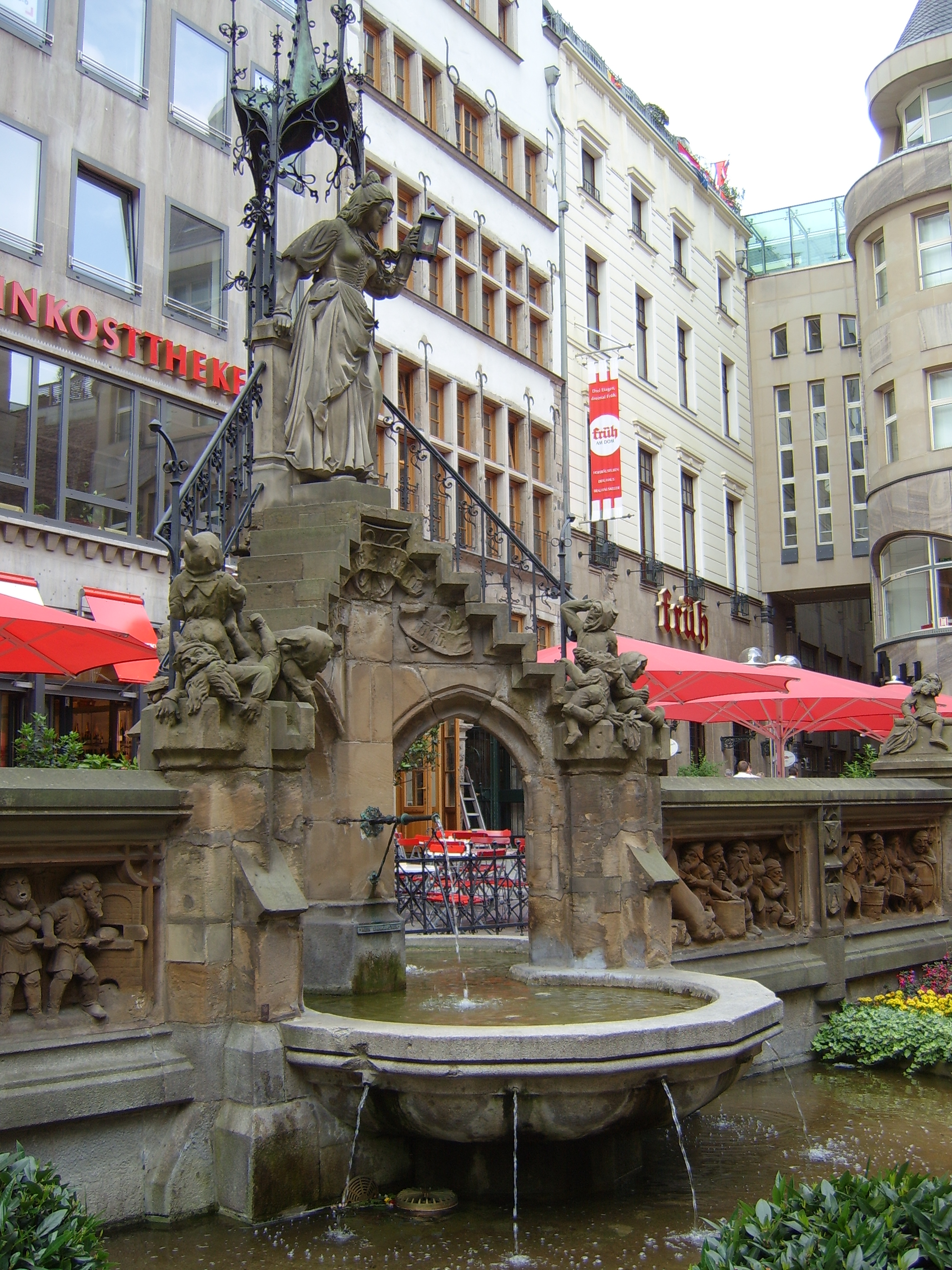
Heinzelmännchenbrunnen zu Köln von Edmund und Heinrich Renard (2006)

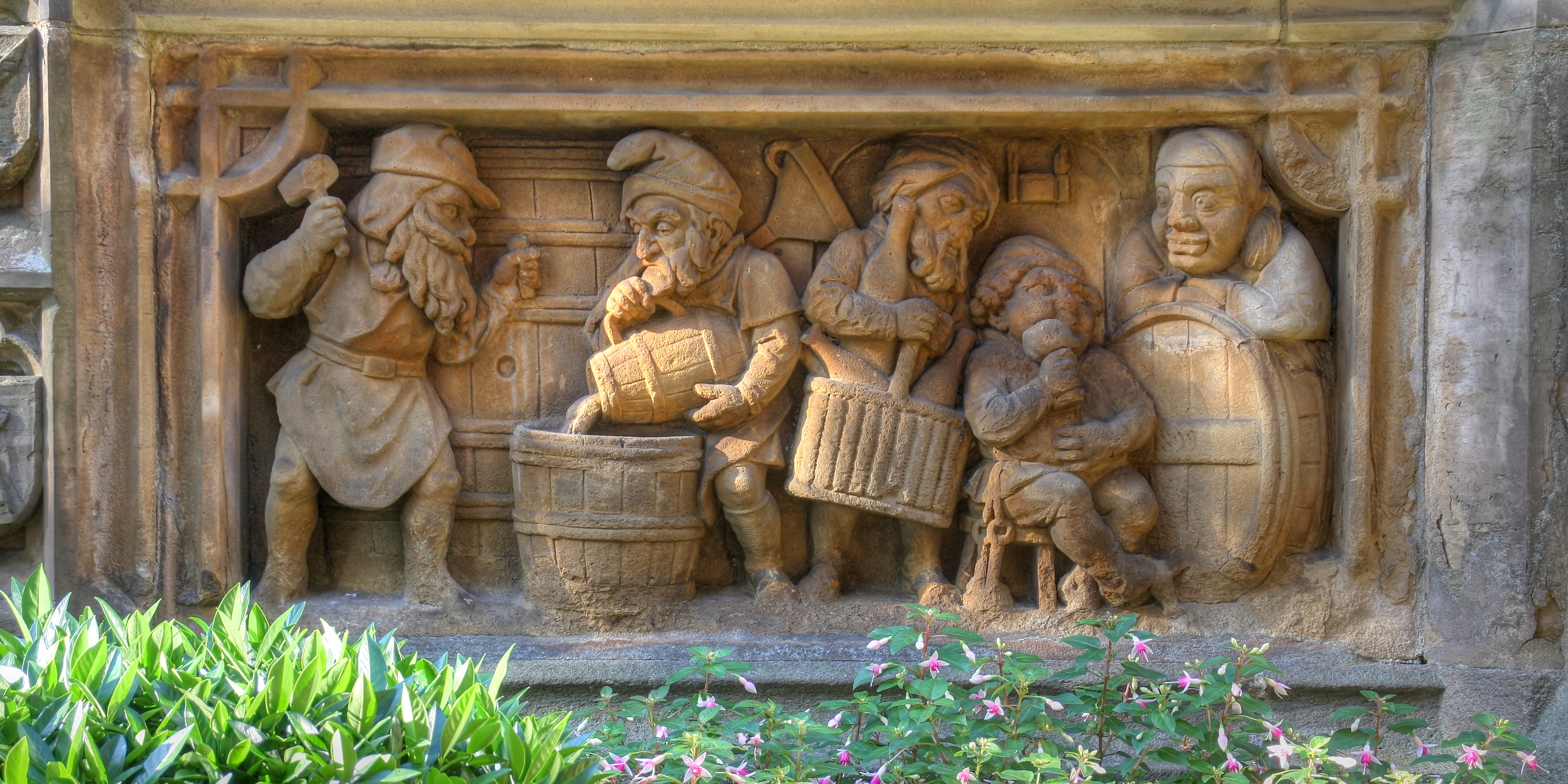
Heinzelmännchenbrunnen: Detail (2007)

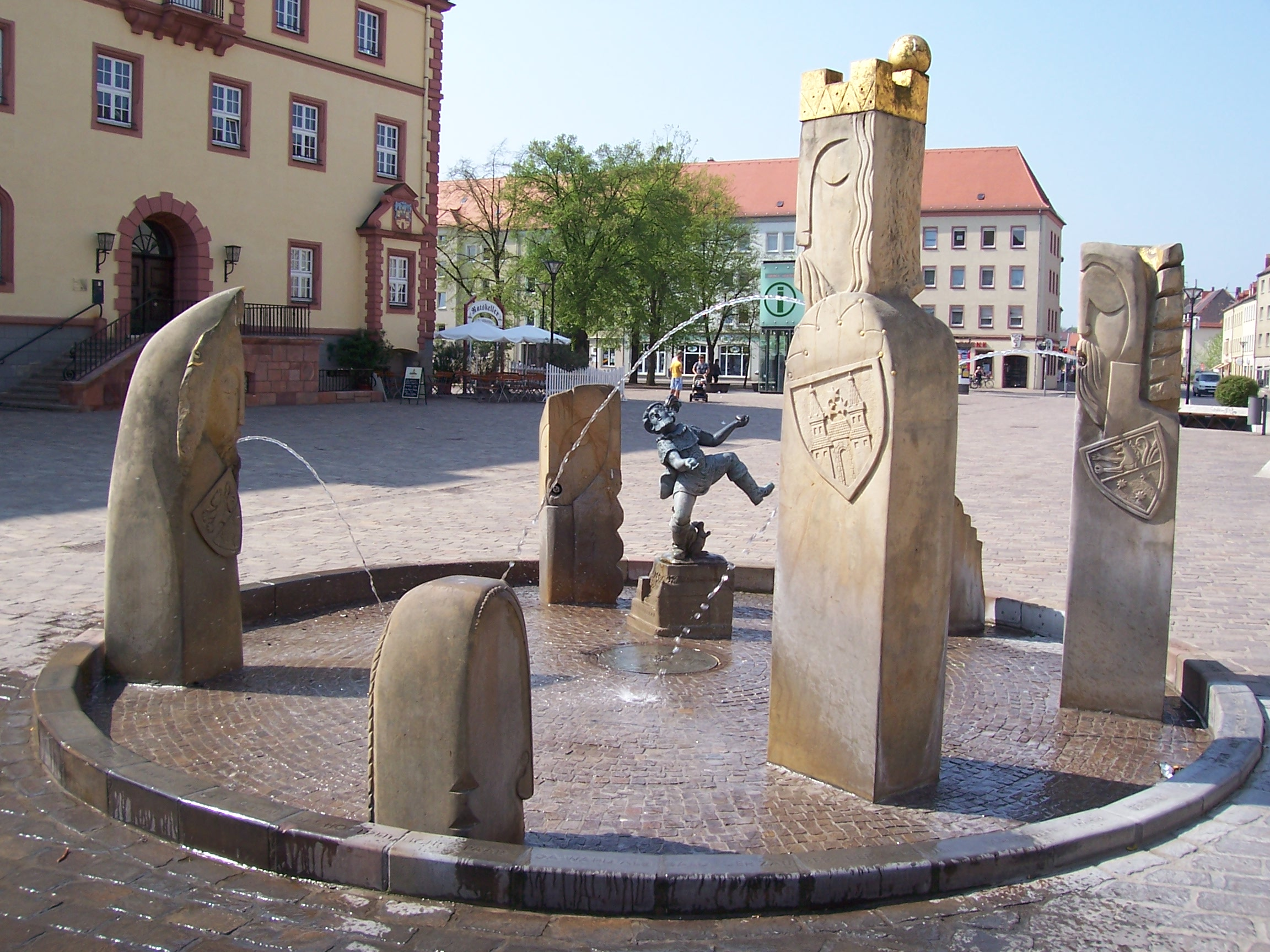
Eilenburger Heinzelmännchen-Brunnen (2009)

Dieser Kölner Brunnen steht nahe dem Dom und gegenüber dem ältesten Brauhaus Kölns, dem Früh, in der Straße Am Hof. (50° 56′ N, 6° 57′ O) Er wurde in den Jahren 1899–1900 von dem Architekten Heinrich Renard (1868–1928) und seinem Vater, dem Bildhauer Edmund Renard der Ältere (1830–1905) gestaltet, auch wenn dieser eigentlich eher der religiösen Kunst verpflichtet war. Der Brunnen wurde vom Kölner Verschönerungsverein aus Anlass des 100. Geburtstags von August Kopisch (1799–1853) gestiftet. Die Original-Skulptur der Schneidersfrau ist im Kölnischen Stadtmuseum im Zeughaus Köln ausgestellt und am Brunnen durch eine der Verwitterung besser widerstehende Kopie ersetzt.
Die Grundform des Heinzelmännchenbrunnens wird durch ein Kreissegment bestimmt, dessen Mittelpunkt die dreipassförmige Brunnenschale aus Granit bildet. Darüber erhebt sich die Doppeltreppe, auf der die hübsch dargestellte Schneidersfrau mit einer Laterne in der Hand steht. Sie leuchtet auf die zu beiden Seiten heruntergestürzten Heinzelmännchen, die zu ihr aufschauen. Unter ihr am Mittelpfeiler des Brunnens steht auf einem über einem Schneiderwappen liegenden Schriftband der Kernsatz des Gedichtes von Kopisch: „Neugierig war des Schneiders Weib“.
Die massive Brüstungsmauer schließt an den eigentlichen Brunnen in westlicher und östlicher Richtung an. Sie besteht aus Sandstein. Acht Reliefs zieren die Mauer. Sechs davon zeigen die einzelnen Arbeiten der nächtlichen Helfer. Von links nach rechts sind dargestellt der Zimmermann, der Schreiner, der Bäcker, der Metzger, der Schenk und zuletzt der Schneider. Dazwischen befinden sich noch zwei Reliefplatten mit Auszügen aus dem Gedicht in Frakturschrift. An der Rückseite des Brunnens sitzt eine Eule auf einem Buch und hält eine Lupe in den Krallen. Sie steht für Klugheit und Weisheit, das Buch und die Lupe weisen auf das literarische Werk von August Kopisch hin.
Bei der Renovierung des Brunnens 2017/18 wurden die durch eine Hydrophobierung geschädigten figürlichen Reliefs durch Kunststeinabgüsse ersetzt. Die Originale gingen an das Kölnische Stadtmuseum und in das Depot des Stadtkonservators Köln.
Außerdem gibt es im Kölner Stadtteil Neuehrenfeld in der Nähe des Takuplatzes den Heinzelmännchenweg. (50° 58′ N, 6° 55′ O)
Der Künstler Michael Weihe schuf den Heinzelmännchen-Brunnen auf dem Marktplatz von Eilenburg, der auf die Eilenburger Heinzelmännchen-Sage Bezug nimmt.

### Heinzelmännchenplastik in Berlin-Alt-Treptow

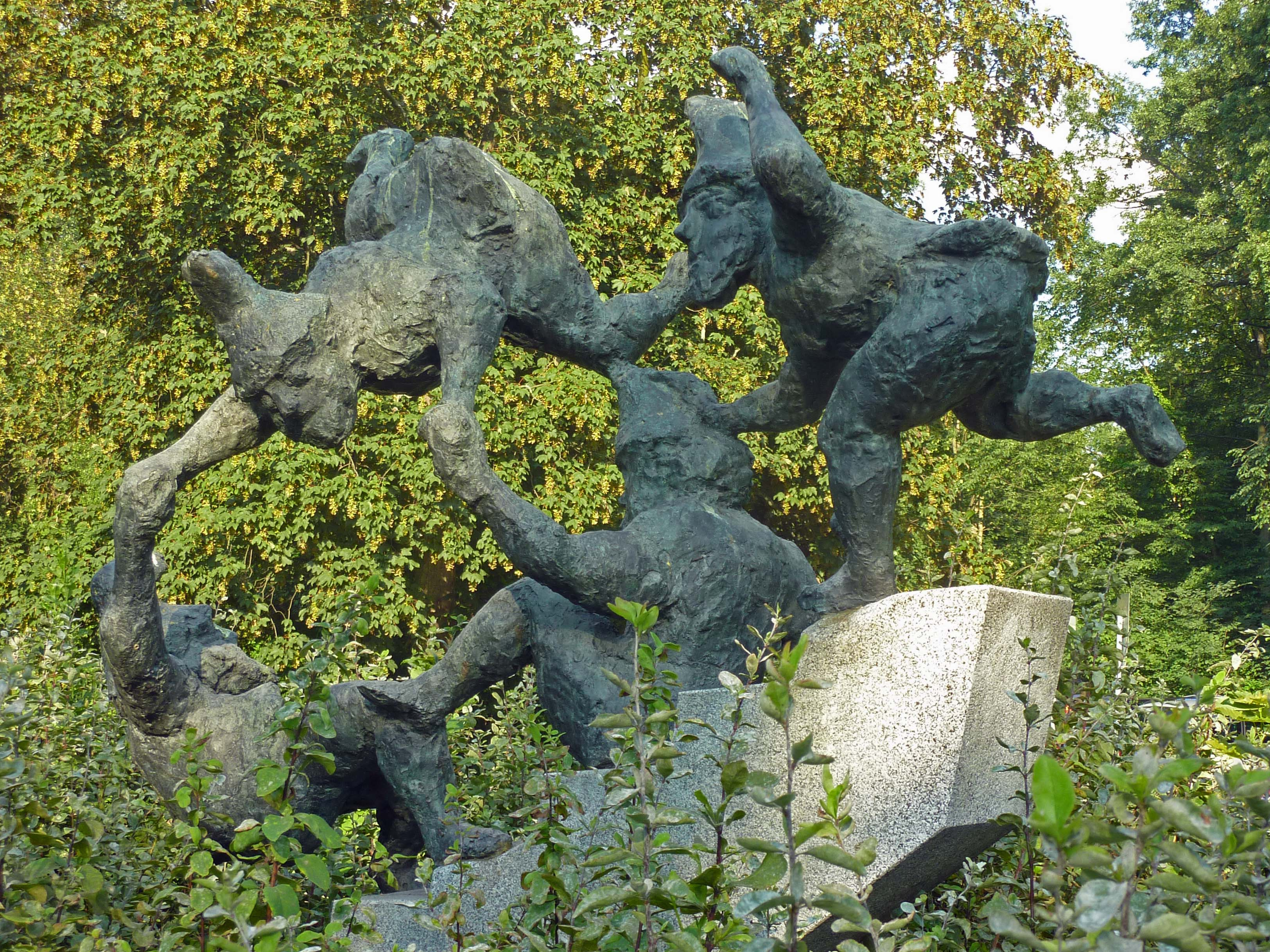
Vier Heinzelmännchen von Werner Richter, in Berlin-Alt-Treptow (2011)

Seit 1981 schmückt den Treptower Park auf der Höhe der Bulgarischen Straße am Weg zur Abteibrücke zur Insel Treptow (ehemals „Insel der Jugend“) ein von Werner Richter in Bronze und Granit geschaffenes Kunstwerk, das vier der Kölner Heinzelmännchen zeigt, die stark bewegt eine steile Treppe herabkollern. Die erzählfreudige Gruppe gehört zu den gelungenen Plastiken im Treptower Park aus der Zeit der DDR. Der 2001 mit dem Bezirk Köpenick zum neuen Bezirk Treptow-Köpenick zusammengeschlossene Bezirk Treptow gründete zur politischen Wende mit Köln am Rhein eine Städtepartnerschaft.
Das Kunstwerk wurde im November 2014 von Buntmetalldieben abgebaut und weggeschafft, das zuständige Bezirksamt hat Anzeige gegen unbekannt erstattet und lässt ermitteln. Bis 2021 wurde das Kunstwerk nicht gefunden.

### Musik
Joseph Hellmesberger junior komponierte 1903 das Charakterstück Heinzelmännchen für Orchester. Es wurde einem breiten Publikum durch das Neujahrskonzert der Wiener Philharmoniker 2022 bekannt.

### Philatelistisches
Mit dem Erstausgabetag 7. Oktober 2021 gab die Deutsche Post AG  in der Serie Sagenhaftes Deutschland ein Postwertzeichen im Nennwert von 60 Eurocent unter dem Titel Heinzelmännchen heraus. Der Entwurf stammt vom Grafiker Thomas Steinacker aus Bonn.

## Varia
- Seit 1949 gibt es die Arbeitsvermittlung Heinzelmännchen,[17][18][19][20] eine Einrichtung des Studentenwerks Berlin, die ehemals an der Freien Universität Berlin ansässig war.